# Comisión Teológica Internacional

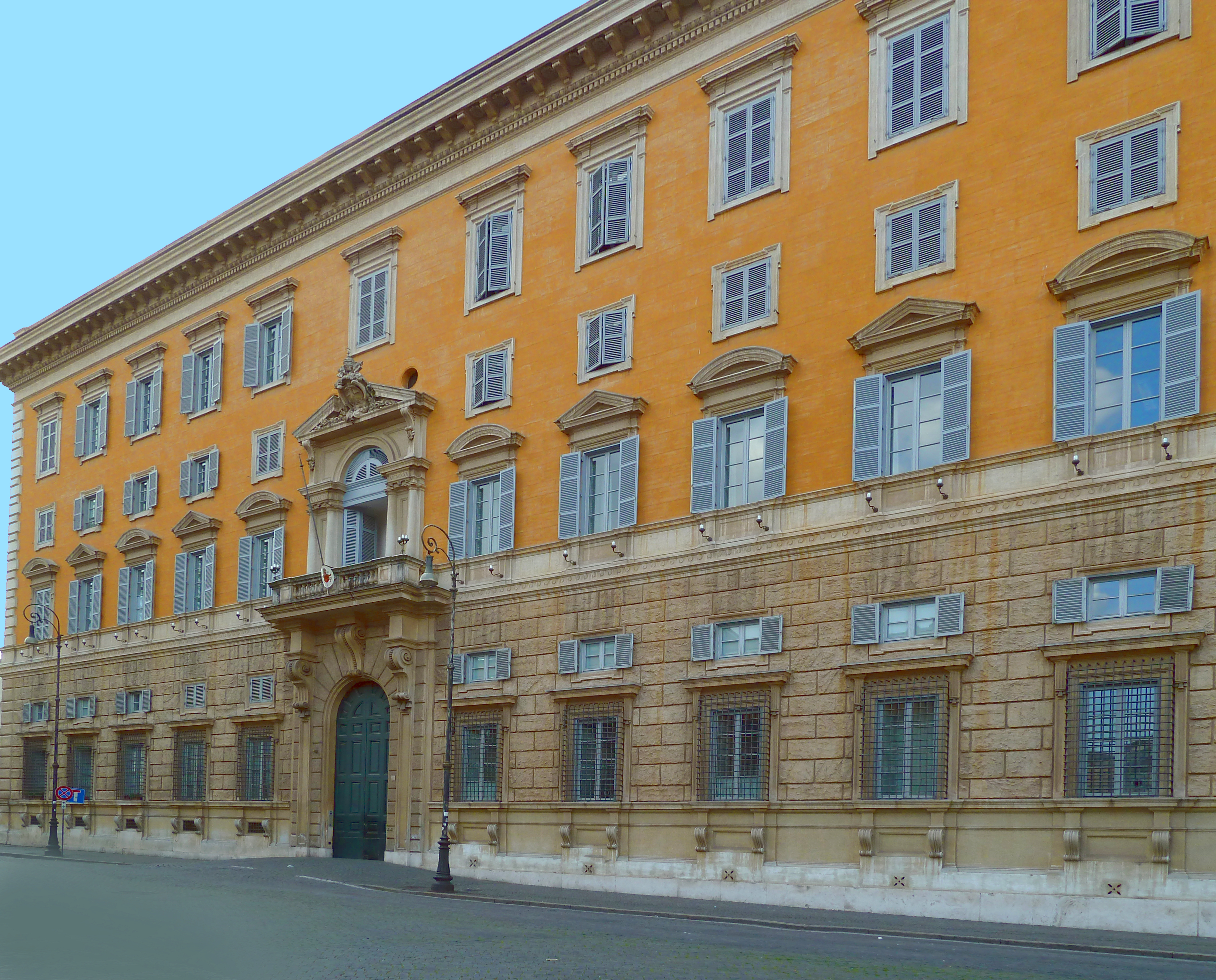
Palacio del Sant'Uffizio (sede de la Congregación para la Doctrina de la Fe). Propiedad extraterritorial de la Santa Sede.

La Comisión Teológica Internacional es un organismo de la Curia romana, constituida  junto al Dicasterio para la Doctrina de la Fe, con la misión de ayudar a la Santa Sede, y en especial a este Dicasterio,  en el estudio de las cuestiones doctrinales de mayor importancia. Fue instituida por Pablo VI en 1969, y recibió de Juan Pablo II sus estatutos definitivos en 1982.

## Origen y composición
La primera asamblea del Sínodo de Obispos, que tuvo como tema Preservación y fortalecimiento de la fe católica, su integridad, su fuerza, su desarrollo, su coherencia doctrinal e histórica, propuso al papa la institución de una comisión internacional de teólogos a la que se le encomendase el estudio de cuestiones doctrinales importantes. Pablo VI, acogió esta propuesta y el 11 de abril de 1969 instituyó esa Comisión y aprobó sus estatutos ad experimentum
La Comisión quedó formada por un número de hasta treinta miembros, de diversas escuelas  y naciones, nombrados por el papa para un periodo de cinco años; la Comisión es presidida por el prefecto del Dicasterio para la Doctrina de la Fe, que nombra un secretario para los trabajos de la Comisión.
En el 30 aniversario del establecimiento de la Comisión, Juan Pablo II, con el motu proprio Tredecim anni iam, de 6 de agosto de 1982, aprobó definitivamente sus estatutos, recogiendo las experiencias habidas desde el inicio de la Comisión, y concretando con más detalle su funcionamiento y las condiciones para la publicación de los estudios que realice. Tanto en la reforma de la curia que implementa la constitución apostólica Pastor Bonus, de Juan Pablo II, como la Praedicate evangelum, del papa Francisco, integran en la curia la Comisión Teológica Internacional, unida al Dicasterio para la Doctrina de la Fe.

## Cometidos y funcionamiento
Compete a la Comisión Teológica Internacional estudiar las cuestiones doctrinales de especial importancia, principalmente aquellas que se presentan como nuevas, para ayudar al Magisterio de la Iglesia, y en especial a la Sagrada Congregación para la Doctrina de la Fe, en cuyo ámbito ha sido instituida.
Art. 1 de los Estatutos de la Comisión Teológica Internacional

Las cuestiones y temas de estudio son señalados por el romano pontífice o por el cardenal Presidente, y pueden ser propuestos por otros dicasterios de la curia, por el Sínodo de los Obispos, por las Conferencias Episcopales (art, 9 de los Estatutos).
El pleno de la Comisión se reúne al menos una vez al año (art. 7), para el estudio de cuestiones especiales  el cardenal Presidente constituye subcomisiones especiales con los miembros más especializados en la cuestión planteada, y dirigida por el miembro elegido por el presidente (art. 10). Los miembros de la Comisión también pueden ser consultados por escrito (art. 8), siendo posible también la consulta a otros peritos, incluso no católicos (art. 10).
Las conclusiones a la que llegue la Comisión, reunida en sesión plenaria, o en subcomisiones, acompañados si se considera oportuno de los votos particulares presentados, se ponen a disposición del papa y del Dicasterio para la Doctrina de la Fe (art. 11), los textos aprobados específicamente pueden publicarse con el nihil obstat de la Sede Apostólica. Los aprobados genéricamente, pueden ser publicados como obras personales de los miembros de la Comisión .La calificación de los documentos (aprobación específica o genérica), deben quedar claros en su publicación. (art. 12).